# Brebes (huyện)
Brebes là một huyện (tiếng Indonesia: kabupaten) ở phần tây bắc của tỉnh Trung Java tại Indonesia. HUyện lị là Brebes. Huyện có diện tích 1.657,73 km², dân số năm 2010 là 1.712.719 người, mật độ đạt 1033 người/km². Brebes được biết đến với đặc sản hẹ tây (bawang merah) và trứng vịt muối (telur asin trong tiếng Indonesia), và có danh hiệu là Kota Telur Asin tại  Indonesia (Thành phố trứng muối). Huyện bao gồm các phó huyện:
1. Banjarharjo
2. Bantarkawung
3. Brebes
4. Bulakamba
5. Bumiayu
6. Jatibarang
7. Kersana
8. Ketanggungan
9. Larangan
10. Losari
11. Paguyangan
12. Salem
13. Sirampog
14. Songgom
15. Tanjung
16. Tonjong
17. Wanasari